# Ectropothecium leucochloron
Ectropothecium leucochloron är en bladmossart som beskrevs av Brotherus 1908. Ectropothecium leucochloron ingår i släktet Ectropothecium och familjen Hypnaceae. Inga underarter finns listade i Catalogue of Life.